# Ommatius flavipennis
Ommatius flavipennis är en tvåvingeart som beskrevs av Scarbrough 2003. Ommatius flavipennis ingår i släktet Ommatius och familjen rovflugor. Inga underarter finns listade i Catalogue of Life.